# Frauental an der Laßnitz
Frauental an der Laßnitz osztrák mezőváros Stájerország Deutschlandsbergi járásában. 2017 januárjában 2834 lakosa volt. 

## Elhelyezkedése

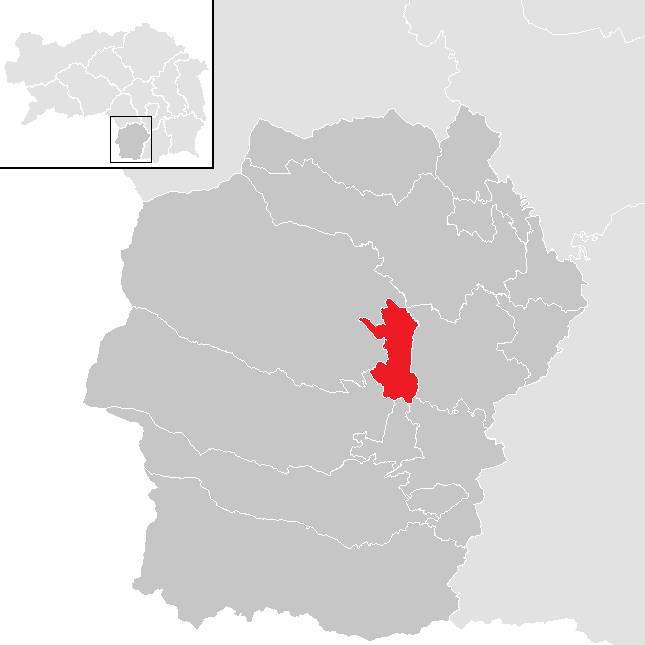
Frauental an der Laßnitz a Deutschlandsbergi járásban

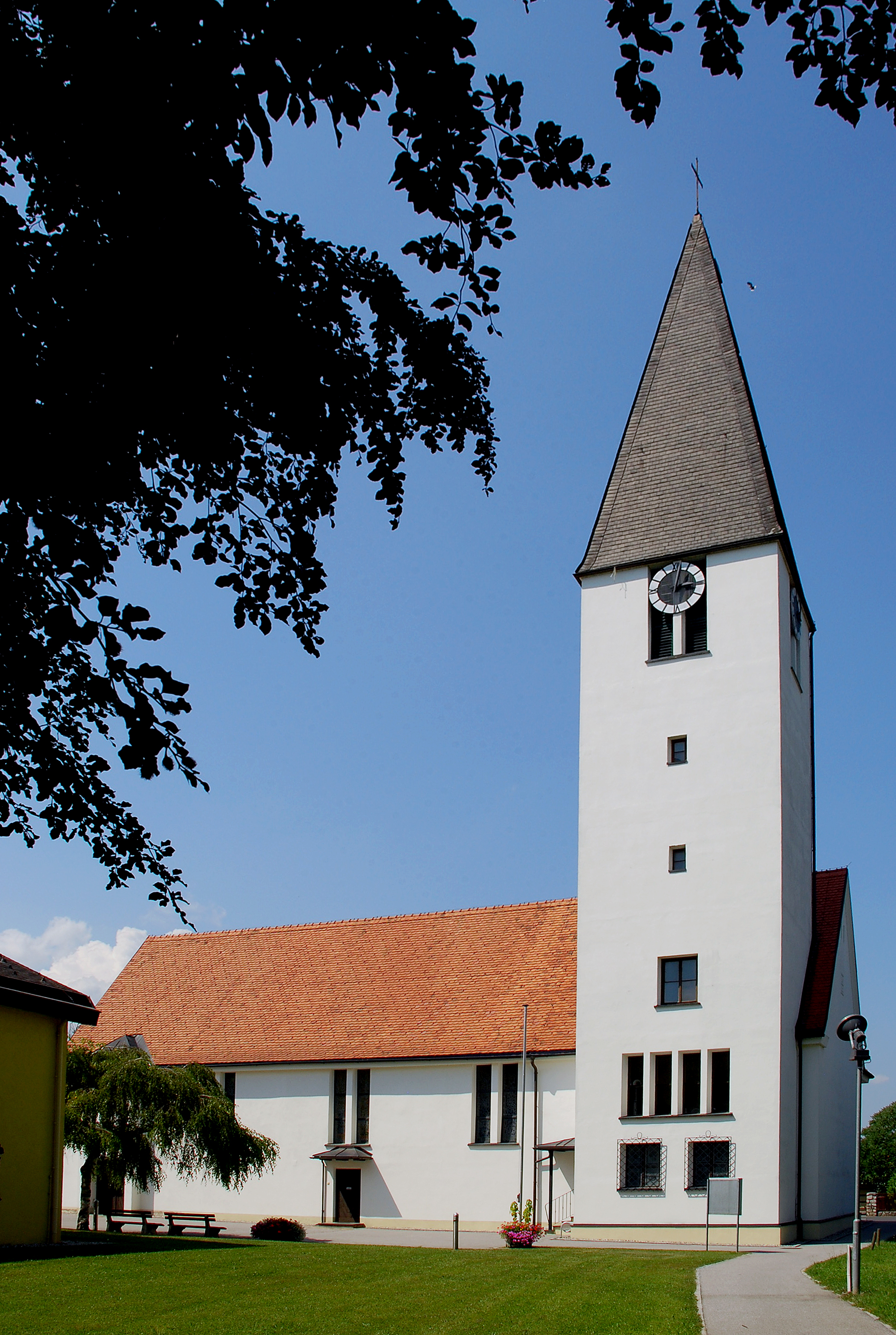
Frauental temploma

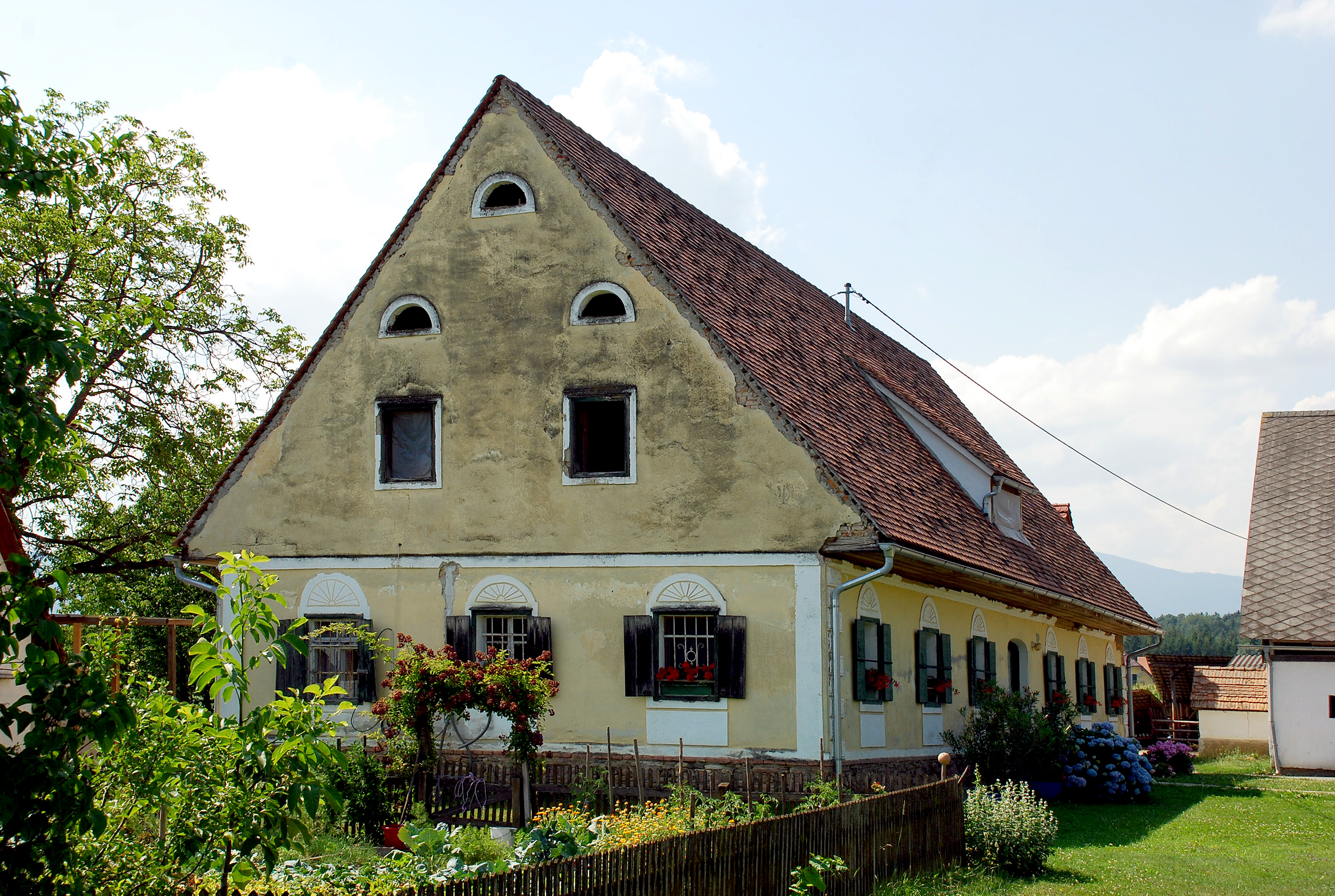
19. századi polgárház

Frauental an der Laßnitz a tartomány déli részén fekszik a Nyugat-Stájerország régióban, a Laßnitz folyó és a Wildbach patak találkozásánál. Legmagasabb pontja a 449 méteres Riemerberg. Az önkormányzat 5 falut, ill. egyéb települést egyesít, valamennyit saját katasztrális községében: Freidorf an der Laßnitz (1058 lakos), Freidorfer Gleinz (78), Laßnitz (950), Schamberg (332), Zeierling (462).
A környező települések: keletre Groß Sankt Florian, délkeletre Sankt Martin im Sulmtal, délre Sankt Peter im Sulmtal, délnyugatra Bad Schwanberg, nyugatra Deutschlandsberg.

## Története
A Koralm-alagút építése közben értékes régészeti leletek bukkantak elő a földből a kora rézkortól egészen a középkorig. A régészek többek között egy korai kelta, La Tène-kultúrához tartozó települést és egy jó állapotban megmaradt égetőkemencét ástak ki. A leletek azt bizonyítják, hogy a régió már i.e. 1600-1300 körül is viszonylag sűrűn lakott volt. 
Laßnitz és Frauental először 1100-ban fordul elő az írott forrásokban. Gleinz környékén egy mára teljesen elpusztult erőd nyomaira bukkantak. A 25x25 méteres, szabálytalan alakú épületet feltehetően árok is védte és ez lehetett a von Geinz család központja.  
1714 Ferdinand Zehentner von Zehentgrub sárgarézüzemet alapított a településen, amely 1903-ig működött. 1920-ban itt alapították az első osztrák porcelángyárat (manufaktúrák már korábban is üzemeltek az országban). 1853-ban egy acélművet is beindítottak, de a rossz közlekedési kapcsolatok miatt (a vasút csak 1872-ben ért Frauentalba) három év alatt tönkrement.   
1934 nyarán a nemzetiszocialisták az ún. júliusi puccs során megpróbálták átvenni a hatalmat Ausztriában. Laßnitzban lövöldözésre került sor: miután a nácik hiába próbálták elfoglalni a szomszédos Gams (ma Deutschlandsberghez tartozik) csendőrségét, a településen fegyverezték le a jobboldali paramilitáris Heimwehr háromfős utcai járőrét. A porcelángyárban állomásozó Heimwehr-tagok rájuk támadtak és eközben a nemzetiszocialisták lelőtték a vezetőjüket.    
Az önkormányzat 1850-ben alakult meg Laßnitz és Schamberg katasztrális községek egyesülésével. 1955-ig a Laßnitz nevet viselte, ekkor pedig felvette a Frauental an der Laßnitz nevet. 1960-ban Freidorf és Zeierling falvakat a községi önkormányzathoz csatolták.
1972-ben súlyos árvíz sújtotta a települést. Frauentalt 1985-ben mezővárosi rangra emelték. 

## Lakosság
A Frauental an der Laßnitz-i önkormányzat területén 2017 januárjában 2834 fő élt, ami csökkenést jelent a 2001-es 2997 főhöz képest. Ekkor a helybeliek 96,4%-a volt osztrák állampolgár. 92,1% római katolikusnak, 4,8% pedig felekezeten kívülinek vallotta magát. 

## Látnivalók
- a Frauental an der Laßnitz-i Istenszülő Szűz Mária-plébániatemplom 1954-ben épült, maga az egyházközség is 1958-ban jött létre. 17. századi oltára Bruck an der Mur ispotályos templomából származik.
- a frauenthali kastély 1820 óta a Liechtenstein-család tulajdona
- a sárgarézüzem 19. századi kápolnái (Sorgerkapelle, Strutzkapelle), és a falusi kápolnák Zeierlingben, Freidorfban, Gleinzben és Schambergben.

## Híres frauentaliak
- Robert Fuchs (1847–1927) zeneszerző

## Fordítás
- Ez a szócikk részben vagy egészben  a   Frauental an der Laßnitz című német Wikipédia-szócikk ezen változatának fordításán alapul.  Az eredeti cikk szerkesztőit annak laptörténete sorolja fel. Ez a jelzés csupán a megfogalmazás eredetét és a szerzői jogokat jelzi, nem szolgál a cikkben szereplő információk forrásmegjelöléseként.